# Ділан Ларкін
Ділан Ларкін (англ. Dylan Larkin; 30 липня 1996, м. Уотерфорд, Мічиган, США) — американський хокеїст, центральний нападник. Виступав за «Гранд-Репідс Гріффінс» в Американській хокейній лізі (АХЛ). З сезону 2015/2016 виступає за НХЛ клуб Детройт Ред Вінгз.
Вихованець хокейної школи «Лейкленд МХА». Виступав за Мічиганський університет (NCAA).
У складі національної збірної США учасник чемпіонату світу 2015 (10 матчів, 0+1). У складі молодіжної збірної США учасник чемпіонату світу 2015. У складі юніорської збірної США учасник чемпіонату світу 2014.
Досягнення
- Бронзовий призер чемпіонату світу (2015)
- Переможець юніорського чемпіонату світу (2014)